# Peter Gunn (serie televisiva)
Peter Gunn è una serie televisiva statunitense in 114 episodi trasmessi nel corso di 3 stagioni, dal 1958 al 1961.
Si tratta di una serie poliziesca a sfondo noir che ha come interprete principale Craig Stevens. La serie è stata creata da Blake Edwards, che ne è stato anche sceneggiatore (per 39 episodi) e regista (per nove episodi) . Una parte importante del successo e della popolarità di questo telefilm è certamente dovuto alle sue musiche originali, composte da Henry Mancini .

## Trama
Peter Gunn è un investigatore privato, personaggio sofisticato con gusti costosi e amante del jazz. Opera in una città costiera senza nome (la serie fu girata a Los Angeles) ed è un cliente fisso di Mother's, fumoso jazz club che usa come "ufficio" e in cui spesso incontra i propri clienti. Edie Hart è la sua fidanzata e lavora al club come cantante. Gunn viene spesso aiutato nel corso delle sue investigazioni (che in alcuni rari casi lo portano anche fuori del Paese, in Messico o in Europa) dal tenente di polizia Jacoby.

## Personaggi e interpreti
- Peter Gunn (114 episodi, 1958-1961), interpretato da Craig Stevens.
- Tenente Jacoby (102 episodi, 1958-1961), interpretato da Herschel Bernardi.
- Edie Hart (84 episodi, 1958-1961), interpretata da Lola Albright.
- Emmett (42 episodi, 1958-1961), interpretato da Bill Chadney.

### Altri interpreti e guest star
Hope Emerson (27 episodi), Minerva Urecal (18), James Lanphier (15), Billy Barty (8), Morris D. Erby (8), Dick Crockett (6), Ned Glass (5), Herbert Ellis (5), Peter Mamakos (4), Henry Corden (4), Tony De Mario (4), Frank Richards (4), Paul Baxley (4), Clegg Hoyt (4), Dale Van Sickel (4), Capri Candela (4), Gene Coogan (4), Jack Perkins (4), Robert Gist (3), Howard McNear (3), Barbara Stuart (3), Stanley Adams (3), J. Pat O'Malley (3), Sam Edwards (3), Roy Jenson (3), Pete Candoli (3), Vito Scotti (3), Robert Ball (3), Nesdon Booth (3), Sid Kane (3), Pitt Herbert (3), James Waters (3), Hal Smith (3), Kenneth Patterson (3), Sol Gorss (3), Charles Horvath (3), George Barrows (3), George Robotham (3), Boyd 'Red' Morgan (3), John Hudkins (3), Richard Ney (2), Linda Watkins (2), Tom Brown (2), Gordon Oliver (2), Gavin MacLeod (2), Theodore Marcuse (2), Wesley Lau (2), Frank Maxwell (2), Margarita Cordova (2), Walter Burke (2), Phillip Pine (2), Jimmy Murphy (2), Lewis Charles (2), Mel Welles (2), Paul Dubov (2), Ken Lynch (2), Robert Carricart (2), Mark Allen (2), Howard Caine (2), Al Ruscio (2), Frank Behrens (2), Cyril Delevanti (2), Bob Hopkins (2), Sandy Kenyon (2), Buddy Lewis (2), Lillian Bronson (2), Terence de Marney (2), Peter Brocco (2), Francis De Sales (2), Forrest Lewis (2), Burt Mustin (2), Mary Alan Hokanson (2), Ralph Moody (2), Cece Whitney (2), Tom McKee (2), Hope Summers (2), Alexander Lockwood (2), William Fawcett (2), Richard Benedict (2), Mickey Morton (2), Tenen Holtz (2), Paul Fierro (2), Roy Glenn (2), Marcel Hillaire (2), Milton Parsons (2), Charles Wagenheim (2), Tyler McVey (2), Herb Armstrong (2), Jean Engstrom (2), Frank Gerstle (2), Clarke Gordon (2), Irwin Berke (2), Larry J. Blake (2), Ralph Gary (2), Natividad Vacío (2), Yvonne White (2), Byron Morrow (2), Jon Lormer (2), Ollie O'Toole (2), Meg Wyllie (2), Tom Holland (2), Bruno VeSota (2), Jorge Moreno (2), Darren Dublin (2), Joe Quinn (2), John Truax (2), John Daheim (2), Shepherd Sanders (2), Clark Allen (2), Fred Coby (2), Clayton Post (2), Joe Bassett (2), Albert Cavens (2), Charles Calvert (2), Tony Michaels (2), Owen McGiveney (2), George Eldredge (2), H. Haile Chace (2), Donald Kerr (2), Jhean Burton (2), Stubby Kruger (2), Martin Mason (2), Chuck Hicks (2), Harvey Parry (2), Gil Perkins (2), George Selk (2), Fred Villani (2), William Justine (2), Joe Scott (2), Troy Melton (2), Clem Fuller (2), Tom Monroe (2), Norma Michaels (2), Anne Seymour (1), Milton Selzer (1), Marcel Dalio (1), Lucy Marlow (1), Marion Marshall (1), John Abbott (1), Mara Corday (1), Patricia Donahue (1), Don Easton (1), Richard Hale (1), Murray Matheson (1), Fintan Meyler (1), Anne Neyland (1), Malcolm Atterbury (1), Henry Daniell (1), Dianne Foster (1), Bert Freed (1), Harry Lauter (1), Holly McIntire (1), Frank Overton (1), Peter Whitney (1), Eugene Borden (1), Pamela Britton (1), Russell Collins (1), Buzz Martin (1), Mary Munday (1), Randy Stuart (1).

## Produzione
La serie, ideata e prodotta da Blake Edwards per la Spartan Productions, fu girata negli Universal Studios a Universal City e a Los Angeles, in California. Il tema musicale fu composto da Henry Mancini, vinse un Emmy Award, il Grammy Award all'album dell'anno, il Grammy Award for Best Arrangement 1959 risultando l'album più venduto a fine anno nella Billboard 200 e divenne molto popolare nei decenni seguenti tra i musicisti jazz.

### Registi
Tra i registi sono accreditati:
- Boris Sagal in 22 episodi (1959-1960)
- Robert Gist in 20 episodi (1960-1961)
- Alan Crosland Jr. in 19 episodi (1960-1961)
- Lamont Johnson in 14 episodi (1958-1960)
- Blake Edwards in 10 episodi (1958-1959)
- David Orrick McDearmon in 8 episodi (1958-1959)
- Jack Arnold in 6 episodi (1959-1960)
- Walter Grauman in 2 episodi (1959)
- Paul Stanley in 2 episodi (1960-1961)
- Gene Reynolds in 2 episodi (1960)
- David Lowell Rich in 2 episodi (1961)
- Paul Stewart in un episodio (1958)
- Robert Ellis Miller in un episodio (1959)
- George Stevens Jr. in un episodio (1959)
- Robert Altman in un episodio (1961)
- Tony Barrett in un episodio (1961)
- Byron Kane in un episodio (1961)
- Robert Sparr in un episodio (1961)

### Sceneggiatori
Tra gli sceneggiatori sono accreditati:
- Blake Edwards (113 episodi (1958-1961)
- Tony Barrett in 63 episodi (1958-1961)
- Lewis Reed in 56 episodi (1958-1961)
- Steffi Barrett in 9 episodi (1959-1961)
- Lester Pine in 7 episodi (1959-1960)
- P.K. Palmer in 4 episodi (1959)
- George Fass in 2 episodi (1958-1959)
- Gertrude Fass in 2 episodi (1958-1959)
- Vick Knight in 2 episodi (1958)
- Jack McEdward in 2 episodi (1960-1961)

## Distribuzione
La serie fu trasmessa negli Stati Uniti dal 22 settembre 1958 al 18 settembre 1961 sulla reti televisive NBC (prime due stagioni) e ABC.
Altre distribuzioni:
- in Francia il 18 ottobre 1987
- in Germania nel 1997
- in Finlandia (Peter Gunn ratkaisee)

## Episodi
| Stagione         | Episodi | Prima TV USA |
| ---------------- | ------- | ------------ |
| Prima stagione   | 38      | 1958-1959    |
| Seconda stagione | 38      | 1959-1960    |
| Terza stagione   | 38      | 1960-1961    |